# Luttes féministes pour l'admission des femmes au Barreau du Québec
Pour des articles plus généraux, voir Luttes féministes pour l'admission des femmes au Barreau et Histoire des femmes dans la profession juridique au Canada.

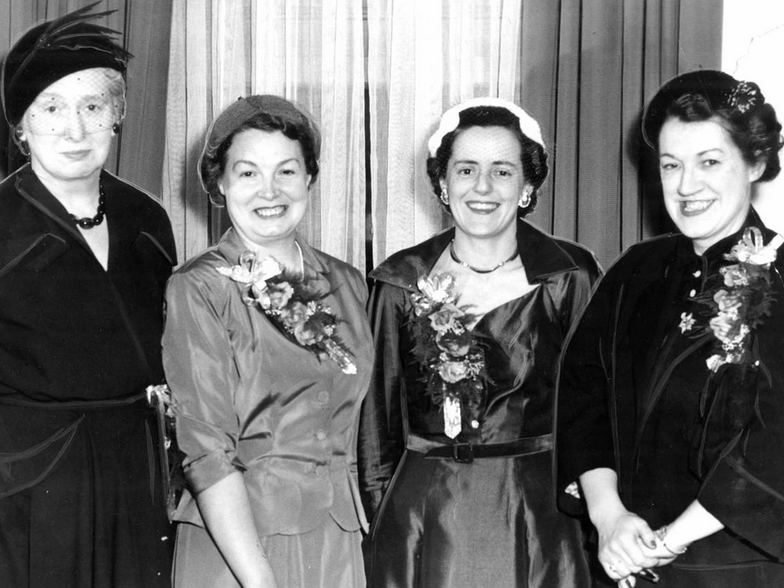
Elizabeth Monk, Marcelle Hémond-Lacoste, Suzanne Raymond-Filion et Constance Short, avocates pionnières du Québec.

Les luttes féministes pour l’admission des femmes au Barreau du Québec s’organisent conjointement aux revendications pour le suffrage féminin et pour la reconnaissance juridique des femmes. Alors que les femmes du Québec ont accès aux études supérieures de droit dès 1911 grâce à l’Université McGill, ce n’est qu’en 1941 que les Québécoises sont légalement admises au Barreau, et donc officiellement autorisées à exercer la profession d’avocate. La bataille féministe pour le droit de plaider se déroule notamment à travers la présentation de sept projets de loi à l’Assemblée législative de la province de Québec, ponctuée de multiples oppositions de la part de la sphère politique et religieuse.

## Les différentes périodes de lutte

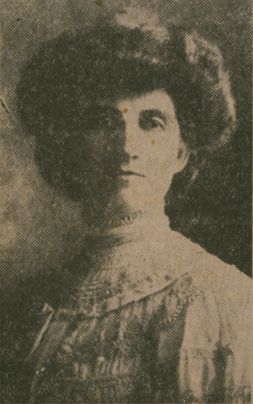
Clara Brett Martin(vers 1890), première avocate de l'histoire du Canada.

### Le contexte historique

#### Des avancées à l’international
La question de l’admission des femmes à la pratique du droit est posée dans plusieurs pays depuis la moitié du XIXe siècle. Les États-Unis se font précurseurs dans le domaine : Arabelle A. Mansfield est ainsi admise au Barreau de l’Iowa en 1869, devenant la première femme admise au Barreau dans le monde occidental. En Suisse, le Barreau de Zurich admet la première femme, Anna Mackenroth en 1898 tandis qu’en France, cette admission se produit en 1900 avec Olga Petit et en 1901 avec Jeanne Chauvin,. Des changements comparables interviennent au Canada durant la même période ; la province de l’Ontario est la première à admettre les femmes aux études de droit à partir de 1897. C’est au cours cette même année que le Barreau ontarien admet la première femme au sein de son organisation ; il s'agit de Clara Brett Martin, première Canadienne à pratiquer légalement le droit.

#### Un contexte social québécois peu propice aux changements
Au Québec, le Parlement se montre réfractaire à l’admission des femmes au Barreau. La société québécoise de l’époque demeure très conservatrice et traditionaliste, alors que la religion garde une grande emprise sur la sphère politique. Les mœurs canadiennes-françaises reflètent un attachement profond à la famille et à la distinction des rôles sociaux fondés sur le sexe. La division sexuelle est donc vue comme la structure de base de l’ordre social, qui confinerait les femmes dans leur rôle assigné de mère au foyer,.

### Les débuts de la lutte (1914-1916)

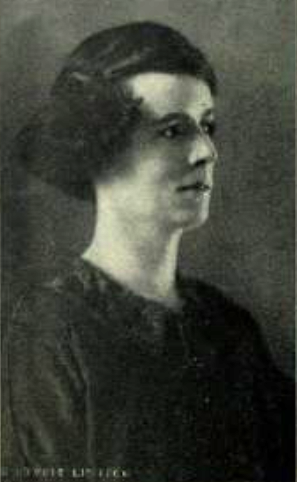
Annie MacDonald Langstaff, 1922.

#### L'affaire Langstaff: l'élément déclencheur au Québec
C’est grâce aux luttes juridiques de Annie MacDonald Langstaff que la question de l’admission des femmes à la pratique du droit au Québec devient saillante. En 1914, elle devient la première femme diplômée en droit de l’Université McGill, et par le fait même la première femme diplômée en droit au Québec. L’institution contrôlant l’accès à la pratique du droit, le Barreau du Québec, l'empêche tout de même de passer les examens d’admission en raison de son sexe et de son statut de femme mariée. Le code civil de l’époque la subordonnant à son mari, le Barreau considère que ce dernier pourrait obliger Langstaff à « délaisser ses devoirs professionnels pour des tâches ménagères ». Elle demande donc à faire entendre sa cause devant les tribunaux, soutenue par l’avocat Samuel William Jacobs qui entreprend pour elle les procédures judiciaires. Elle reçoit d’ailleurs l’appui de la Local Council of Women (en) pour sa requête, par l’entremise d’une résolution émise le 27 février 1915. Cette résolution dénonce en effet l’exclusion d’Annie Langstaff de la profession d’avocat tout en affirmant que les femmes devraient pouvoir exercer toutes les professions libérales.
Toutefois, la Cour supérieure ainsi que la Cour d’appel rejettent sa demande d’admission en se basant toutes les deux sur les mêmes motifs, : l’admission des femmes à cette profession bouleverserait l’ordre établi en entachant la pérennité du droit et les coutumes, alors que les femmes devraient se concentrer sur les rôles et les devoirs associés à leur sexe. De plus, l’incapacité juridique et économique des femmes mariées (comme Langstaff) serait une nuisance dans leur exercice du droit, puisqu’étant sous « autorité maritale », les femmes mariées devraient demander le consentement de leurs maris pour accepter des contrats et des mandats. Selon les juges, madame Langstaff doit donc plutôt s’adresser à l’Assemblée législative pour obtenir le droit de devenir avocate, car cette admission relèverait d’une décision législative, qui ne peut être réglée devant les tribunaux. Ainsi, l’affaire Langstaff devient un point tournant dans la lutte féministe pour l’accès aux professions libérales. En effet, sa revendication est reprise et portée sur la scène politique par la Ligue des droits de la femme, présidée par Thérèse Forget-Casgrain, par l’Alliance canadienne pour le vote des femmes du Québec, présidée par Idola Saint-Jean, et par la Fédération nationale Saint-Jean-Baptiste, présidée par Marie Lacoste-Gérin-Lajoie, au nom de la justice et de l’équité pour les femmes,.

#### Lucien Cannon et les bills 170 et 177
Les deux premiers projets de loi pour l’admission des femmes au Barreau du Québec sont présentés par le député libéral de Dorchester, Lucien Cannon, en 1916. Ces deux bills (le 177 à la session d’hiver et le 170 à celle d’automne) ont pour objectif de modifier la loi générale du Barreau afin d’ouvrir l’accès aux femmes, mais avec une condition pour les femmes mariées : elles doivent obtenir une autorisation de leur mari ou de la Cour pour pratiquer.
L’étude de ces bills comprend notamment les témoignages de Marie Lacoste-Gérin-Lajoie et de la Fédération nationale Saint-Jean-Baptiste. En tant que féministe maternaliste, elle soutient que le rôle primordial de la femme est celui de la mère au foyer, mais elle revendique tout de même le droit aux femmes de plaider. Selon elle, puisque certaines femmes sont obligées de travailler, elles devraient avoir l’opportunité d’accéder également à ces carrières plus prestigieuses et mieux rémunérées. Par ailleurs, la nature des femmes, empreinte d’empathie et de sollicitude, apporterait un réel idéal de justice, étant donné qu’elles protégeraient les plus opprimés par leur bonté d’âme.

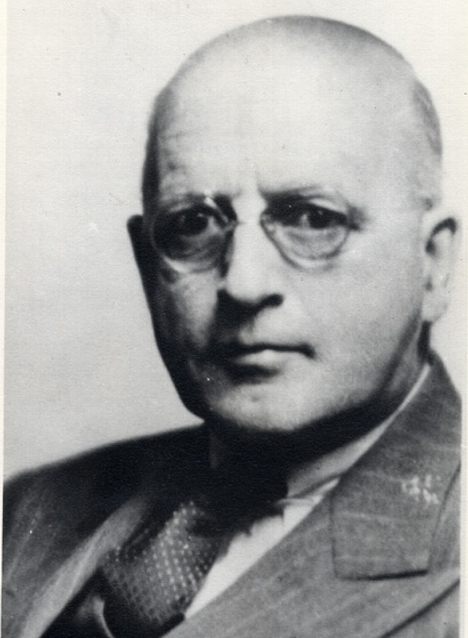
Lucien Cannon, vers 1940.

Le député libéral Joseph-Édouard Perrault reprend d’ailleurs en Assemblée ce même argument en faveur de l’admission des femmes, selon lequel le dévouement naturel des femmes leur permettrait de servir la société au meilleur de leurs talents et pourrait contribuer à remplir les exigences et les devoirs de la profession en termes de justice. Ce dernier va même jusqu’à sous-entendre sa sympathie au féminisme, en récupérant l’affirmation d’un bâtonnier français : « Nous avocats, gens de robe, nous sommes tous féministes ».
Le député Cannon refuse, quant à lui, toute association au courant féministe et ses revendications qu’il qualifie d’« extravagantes ». Selon lui et les autres défendeurs des bills, l’admission des femmes au Barreau relève d’une nécessité socio-économique et d’un devoir de justice; il ne s’agit pas de remettre en question les moeurs québécoises et le rôle de la femme au sein de la famille, mais bien d’octroyer un droit déjà majoritairement acquis dans le monde occidental et de s’inscrire dans la modernité.
Cela dit, cette tentative de réforme récolte plusieurs critiques. Dans la sphère publique, le journal L'Action catholique stipule que l’admission des femmes à la profession juridique bouleverserait l’ordre social et perturberait la famille, puisque ces responsabilités professionnelles seraient incompatibles avec le devoir maternel. De plus, les femmes exerçant le droit pourraient chercher à troubler les esprits des magistrats ou des jurés avec leur charme et leur pouvoir de séduction. Par ailleurs, le clergé affirme que les Québécoises ne veulent pas de ce nouveau droit et qu’elles n’en ont pas besoin, car elles savent faire valoir leurs intérêts dans la société par l’entremise de leur couple. Finalement, le député libéral Adrien Beaudry évoque le fait qu’admettre les femmes à la profession ne ferait qu’encombrer le domaine juridique et qu’elles feraient concurrence aux hommes du domaine. Ce point, qui n’avait jusqu’alors jamais été exploité par l’opposition, devient l’un des arguments phares contre l’admission des femmes au Barreau. Ces premières tentatives de projets de loi sur le sujet sont ultimement battues d’une seule voix; le bill 177 est rejeté à 22 contre 21, puis le vote du bill 170 est renvoyé à six mois plus tard en raison de 34 voix contre 33.
En 1917, un nouveau règlement est créé au Barreau, l'article 28, selon lequel « nul ne peut être admis à l'étude du droit à moins d'être un sujet britannique et de sexe masculin ». Dès lors, toutes les initiatives postérieures pour admettre les femmes à la pratique du droit visent à amender ce règlement.

### La relance du débat sous l'impulsion des féministes (1918-1931)

#### Un contexte international favorable à l'émancipation juridique des femmes
À la suite de la Première Guerre mondiale, plusieurs pays occidentaux accordent le droit de vote aux femmes et la majorité des États européens ouvrent l’accès à la pratique juridique aux femmes; par exemple, la Grande-Bretagne admet les femmes au Barreau en 1919, alors que l’Irlande et la Belgique l’autorisent en 1922,. Devant de telles avancées réalisées à l’international, les regroupements féministes québécois critiquent de manière accrue le retard du Québec quant à la reconnaissance juridique des femmes. Alors que les Québécoises sont maintenant admises aux études supérieures sans toutefois avoir accès aux professions qui leur sont associés, les féministes influentes de l’époque, comme Marie Lacoste-Gérin-Lajoie, Thérèse Forget-Casgrain et Idola Saint-Jean, dénoncent l'absurdité d'une telle réalité. Jusqu’alors, leurs démarches sur le sujet étaient restées plutôt discrètes, se limitant surtout à des prises de position offrant leur soutien dans les journaux. Dorénavant, les associations féministes s’impliquent plus activement dans la lutte.

Pionnières du droit des femmes au Québec
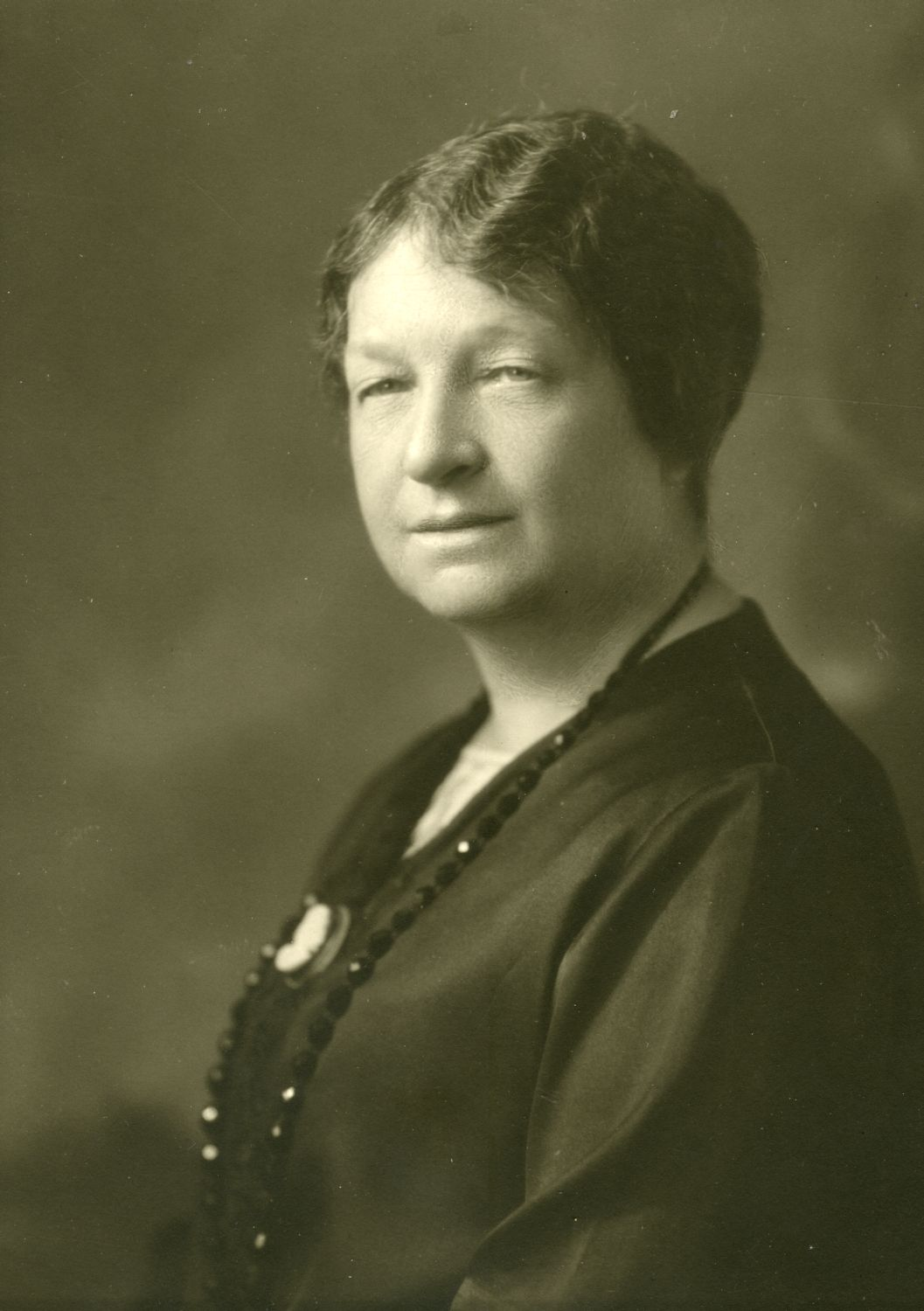
Marie Lacoste Gérin-Lajoie.
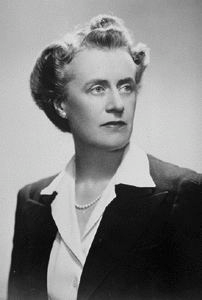
Thérèse Casgrain.
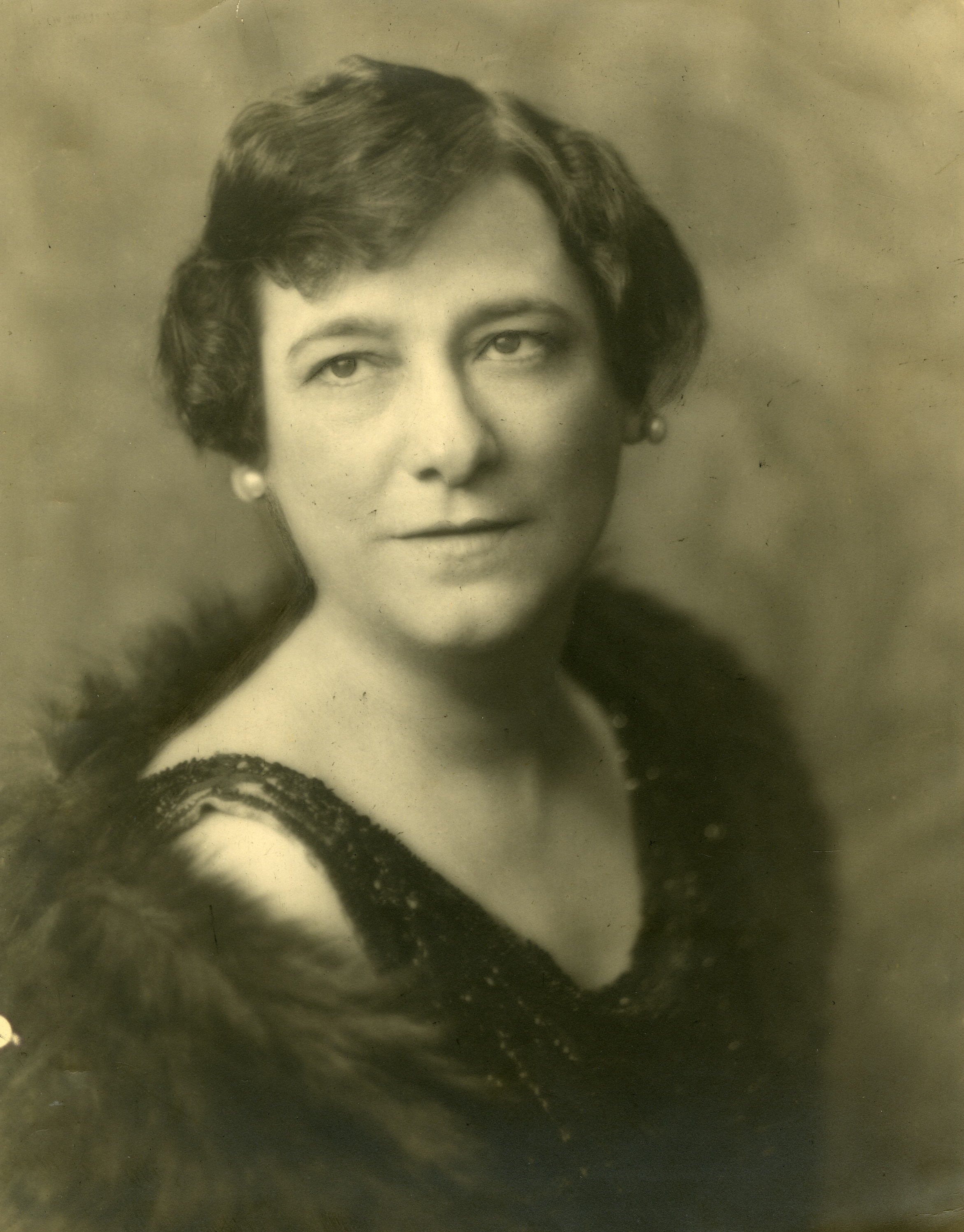
Idola Saint-Jean.

#### Henry Miles et le bill 161
Le troisième projet de loi (bill 161) est présenté en 1920, par le député libéral de Saint-Laurent, Henry Miles. De nombreuses organisations féministes votent des motions en appui à cette initiative, dont la Ligue des droits de la femme, le Club des femmes libérales de Montréal, la Croix-Rouge canadienne, la Ligue des ménagères de Montréal, la Ligue des femmes catholiques de la langue anglaise et le Conseil des femmes juives de Montréal. L’opposition à cette admission demeure toujours aussi forte en raison de l’omniprésence des conceptions traditionalistes, alors que le député libéral Georges-Stanislas Grégoire soutient que ce projet va à l’encontre des valeurs nationales. Selon lui, ce qui est valable pour les femmes anglo-saxonnes ne l’est pas pour les femmes canadiennes-françaises. Les députés en défaveur de l’admission des femmes au Barreau ne croient toujours pas que cette réforme soit voulue par les Québécoises, malgré la présence de nombreuses d’entre elles dans les tribunes du Parlement lors des débats sur le sujet. Le bill d’Henry Miles sera mainte fois reporté, puis défait en 1929.

#### Élisée Thériault et le bill 170
Accompagnée d’une délégation de la Ligue des droits de la femme, Thérèse Forget-Casgrain tente, à l’automne 1928, de convaincre le premier ministre Taschereau de s’engager dans la lutte, sans succès. Casgrain aspire à amender le code civil, qui n’est, selon elle, plus adapté aux besoins de l’époque. Elle affirme qu’un « changement s’impose » et que l’admission des femmes au Barreau constitue une revendication raisonnable et juste. Bien qu’elle partage l’idée que la place idéale de la femme est au foyer, elle défend quand même le droit fondamental des femmes à choisir librement sa carrière. Elle réussit à persuader le député libéral de l’Islet, Élisée Thériault, de présenter un quatrième projet de loi, le bill 170,  pour l’admission des femmes au Barreau en mars 1929. La Ligue des droits de la femme vote donc une motion pour le féliciter et l’encourager à poursuivre son initiative. Le projet de loi est toutefois rapidement battu et Thériault n’est pas autorisé à réintroduire le bill à l’ordre du jour pour une étude en comité plénier comme ce fut le cas pour les projets de loi précédents.

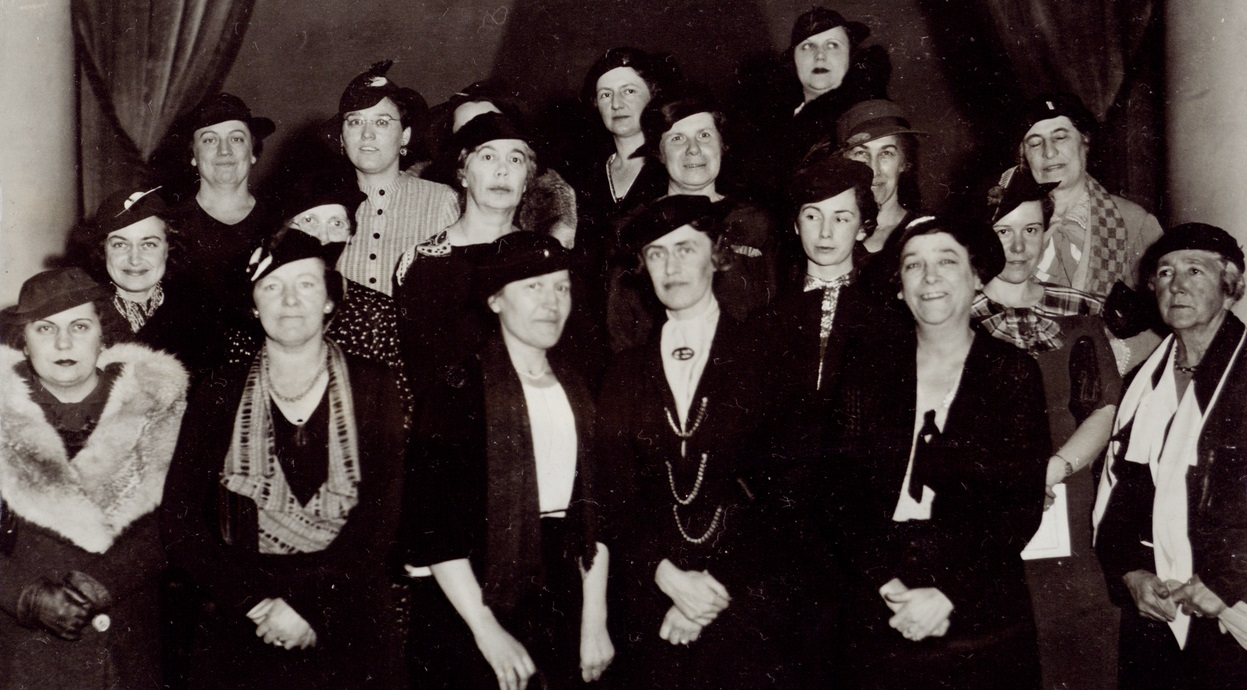
Ligue des droits de la femme, en 1935.

#### L'appui du Barreau
En 1929, le comité provincial du suffrage féminin, dirigé par Thérèse Forget-Casgrain, présente une demande directement au Conseil général du Barreau du Québec pour admettre les femmes à la pratique du droit. Eugène Lafleur, juriste respecté, appuie les revendications de Casgrain et de son regroupement féministe. Celui-ci devient dès lors un allié de choix, et ce, pour le reste de la lutte. Il accepte de plaider leur cause devant le Conseil du Barreau, mais le vote des membres ne permet pas de départager la décision; le bâtonnier Louis Saint-Laurent tranche en faveur d’une résolution selon laquelle le Barreau ne s’opposerait pas à la réforme dans le cas où le code civil serait modifié.

#### Oscar Drouin et les bills 186 et 207
En profitant de l’attention portée sur les droits civils des femmes avec le déroulement de la Commission Dorion de 1929 à 1931, présidé par le juge Charles-Édouard Dorion, les féministes réussissent à réinscrire à l’ordre du jour de l’Assemblée législative « le droit de plaider et le droit de voter des Québécoises ». Le député libéral de Québec-Est, Oscar Drouin, se joint alors à Thérèse Casgrain, l’initiatrice du projet, pour présenter le bill 186 « modifiant la loi du Barreau relativement à l’admission des femmes à l’étude et à la pratique du droit ». Encore une fois, le projet de loi prévoit tout de même que les femmes mariées doivent obtenir une autorisation de leur mari ou d’un juge pour exercer la profession, et ce, afin de rassurer les traditionalistes. Les féministes québécoises assistent toujours aux discussions sur la lecture du projet de loi depuis les galeries du Parlement. Elles « importunent » les députés et les « assiègent » pour faire changer leur vote en la matière. Le journaliste Alexis Gagnon rapporte, d’ailleurs, dans Le Devoir que certaines femmes « bien jolies [...] s’amusaient à ensorceler » les décideurs politiques, pour leur « arracher une promesse de vote ».
Au cours de la même période, Idola Saint-Jean prononce un discours à la radio critiquant le manque d’accès aux professions libérales pour les femmes, perpétuant leur état d’infériorité sociale et économique :
« Il nous faut travailler pour vivre, alors, pourquoi sommes-nous condamnées à n’occuper que des places de subalternes ? Pourquoi ne pas nous permettre l’accès des professions et aussi celui des parlements où se fabriquent les lois qui affectent la femme tout autant que l’homme ? »
Ainsi, elle demande à ce qu’on reconnaisse aux femmes le droit de participer librement à la vie politique et juridique de leur pays, alors qu’elles contribuent déjà grandement à la société et qu’elles sont touchées par les lois régissant la nation, sans toutefois avoir leur mot à dire sur son fonctionnement.
- Les trois rapports de la Commission des droits civils de la femme (textes complets)
- Premier Rapport des Commissaires.
- Deuxième Rapport des Commissaires.
- Troisième Rapport des Commissaires.

Pour convaincre les appuis favorables à son projet de loi, le député Oscar Drouin soutient les mêmes arguments selon lesquels l’admission des femmes à la profession ne bouleverserait en aucun cas l’ordre social. De plus, il dénonce que le Québec reste la seule province canadienne à ne pas admettre les femmes à la pratique. Un nouveau raisonnement est aussi mis de l’avant ; puisque les femmes sont maintenant considérées comme des personnes à part entière selon le Conseil privé de Londres, elles devraient avoir la liberté d’exercer la profession de leur choix. Plusieurs députés libéraux, au nom de la justice et de la liberté, sont pour l’initiative, surtout depuis que le Conseil du Barreau a statué en faveur de l’admission des femmes. Certains députés conservateurs sont aussi en accord avec le projet de loi, n’ayant aucune raison sérieuse de le refuser. D’autres, comme Maurice Duplessis, sont en accord avec le principe de la loi sans pour autant accepter l’ensemble de ses détails.

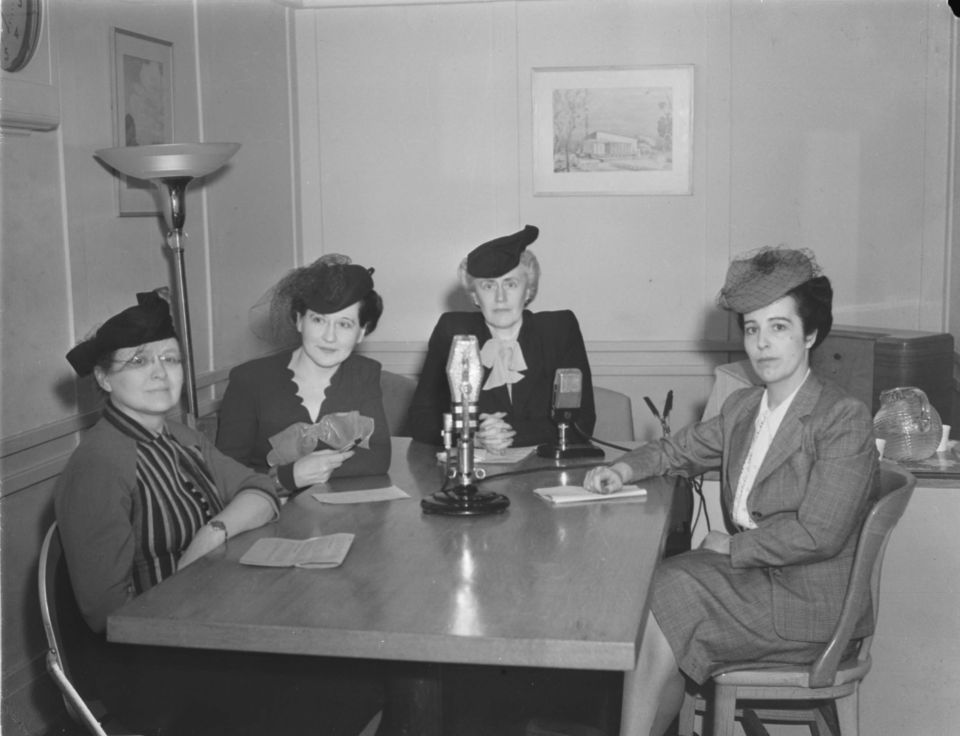
Thérèse Casgrain et ses invités dans les studios de Radio-Canada lors de la diffusion de l'émission Votre opinion Mesdames.

D’autres députés libéraux s’opposent néanmoins toujours au projet de loi. Ils dénoncent que l’admission des femmes au Barreau ferait déserter celles-ci du foyer, et favoriserait la dénatalité et le divorce. L’argument de l’encombrement dans la profession persiste, tandis que grandit la crainte que l’accès des femmes à la pratique du droit alimente les demandes du suffrage féminin,. Certains députés conservateurs évoquent aussi les dangers du féminisme, qui menacerait l’autorité du père et mènerait la structure familiale et sociale à sa perte. Les membres de l’Assemblée législative en faveur de la réforme proposée par Oscar Drouin répliquent qu’il n’y a aucune hausse de « foyers brisés » en Ontario ou ailleurs où les femmes ont obtenu l’accès à la magistrature, et que l’adoption du projet de loi n’engendrera pas forcément le droit de vote des femmes. À cet effet, le député libéral Joseph-Henry Dillon soulève que l’enjeu des femmes au Barreau « ne touche qu’une élite » ayant les moyens de poursuivre les études préalables, et que l’entrée des femmes dans la profession juridique « ne bouleversera pas plus l’ordre social que les marchandes ne bouleversent l’économie ». De son côté, le député ouvrier William Tremblay réfute l’argument de l’encombrement professionnel : selon lui, la présence des femmes dans l’exercice juridique constituerait une concurrence saine et il accuse les avocats, qui composent la majorité de la Chambre, de mesquinerie jalouse. Or, le bill 186 est finalement rejeté par 37 voix contre 29.
La session parlementaire suivante, en 1931, Oscar Drouin présente le bill 207. Le député libéral Amédée Caron s’y oppose en affirmant que les femmes possèdent une trop grande sensibilité pour endosser les responsabilités de l’emploi, par exemple pour condamner à mort un criminel, et que c’est en leur intérêt si le Barreau leur demeure inaccessible. Le député libéral Athanase David tient, quant à lui, un plaidoyer passionné célébrant l’intelligence des femmes et invitant le Parlement québécois à « assumer la modernité de son temps ». Dans le même ordre d’idées que Tremblay un an plus tôt, David confronte l’argument de l’encombrement du métier en déclarant : « Si [la femme] doit éclipser l’homme au Barreau, tant mieux pour la cause du droit ! ».  Néanmoins la Chambre écarte le projet de loi avec 34 voix contre 32.
Les années qui suivent jusqu’en 1938 sont marquées par une succession de projets de loi infructueux par rapport au droit de vote de femmes, enjeu central du féminisme québécois à ce moment-là. La question de l’admission des femmes au Barreau est en quelque sorte mise sur pause, mais les féministes continuent à venir à l’Assemblée législative pour assister régulièrement aux débats sur le suffrage féminin. Bien qu'elles soient théoriquement les bienvenues, les féministes sont accueillies par les députés et les journalistes « avec dérision sous un mince couvert de courtoisie ».

### L'aboutissement de la lutte (1938-1941)

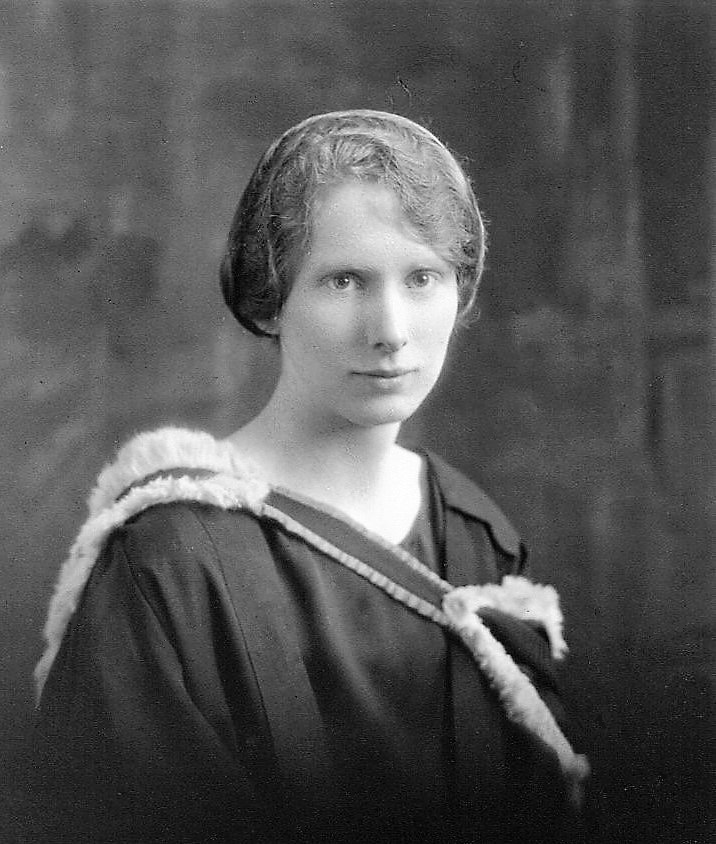
Elizabeth Monk, une des deux premières femmes à être admises en tant qu'avocate au Barreau du Québec. Elle dépose un mémoire pendant les audiences de la Commission Rowell-Sirois où elle dénonce l'exclusion des femmes de la politique provinciale.

Depuis 1938, toute l’énergie des féministes québécoises est tournée vers la question du droit de vote : elles réussissent finalement à convaincre Adélard Godbout, alors chef du Parti Libéral, d’inscrire le suffrage féminin dans son programme électoral. Pour ce faire, Thérèse Casgrain et Idola Saint-Jean leur promettent l’appui de leurs organisations féministes aux prochaines élections. C’est finalement le 25 avril 1940 que le droit de vote est accordé aux femmes, sous le gouvernement libéral Godbout. Après cette grande victoire politique, les féministes peuvent maintenant se concentrer sur l’accès des femmes au Barreau.
C’est ainsi qu’en janvier 1941, les trois candidates admissibles au Barreau, Annie Macdonald Langstaff, Elizabeth Monk et Florence Seymour Bell, appuyées par Thérèse Casgrain, rencontrent le premier ministre Godbout pour lui enjoindre de présenter à nouveau le projet de loi en faveur de l’accès des femmes au Barreau. Elles demandent également à ce que le procureur général, Wilfrid Girouard, cette année-là bâtonnier du Québec, persuade le Conseil du barreau « de ne pas faire obstacle à ce projet ». Girouard initie donc un vote en mars 1941 au Conseil général du Barreau de Québec sur une proposition qui appuie la requête. La résolution est adoptée de justesse, avec seulement une voix en plus (12 contre 11).
Girouard présente ensuite, le 26 mars 1941, un nouveau projet de loi à l’Assemblée. Son projet de loi 38 suggère un double amendement à la loi du Barreau, puisqu’il propose d’inclure les femmes dans la profession sans aucune contrainte liée au statut marital. Enfin, cette réforme de la loi concernant le Barreau est sanctionnée le 29 avril 1941. Québec s’avère, par conséquent, la dernière province canadienne à ouvrir la profession d’avocate aux femmes, tout comme pour accorder le suffrage féminin.

### Postériorité
En 1942, Suzanne Raymond Filion et Elizabeth Monk deviennent les premières membres féminines du Barreau du Québec, devenant aussi les premières avocates au Québec,. C'est en 1990, soit près de cinquante ans après l'admission des femmes à la profession, que les membres du Barreau du Québec élisent une première femme au poste de bâtonnière du Québec, Sylviane Borenstein, pour le bâtonnat de 1990-1991. En 2014, le nombre de femmes membres du Barreau dépasse le nombre de membres masculins pour la première fois. Elles représentent actuellement 50,4% de l’ensemble des membres, démontrant une évolution vers l’égalité des genres dans la pratique du droit au Québec. 58% de ces femmes s’identifient à une minorité ethnique.
En dépit de la réussite de la lutte pour l’admission dans le Barreau, les femmes font face toujours aux autres difficultés au sein de la profession légale à cause des discriminations et des inégalités qui persistent, ce qui mène au phénomène d’un exode des femmes de la profession légale.